# SKS Arena
SKS Arena (ukr. Спортивний комплекс «СКС-Арена») – wielofunkcyjny stadion w Sewastopolu na Ukrainie. Do 2011 nazywał się Stadion SK "Sewastopol" (ukr. Спортивний комплекс «Севастополь» відкритого акціонерного товариства «Севморзавод»).
Stadion w Sewastopolu został zbudowany w 1986 roku. Po rekonstrukcji stadion dostosowano do wymóg standardów UEFA i FIFA, wymieniono część starych siedzeń na siedzenia z tworzywa sztucznego. W lipcu 2010 został wykupiony od zakładu przez miasto i wypożyczony na 25 lat miejscowemu klubowi. W 2011 roku stadion został przebudowany. Wybudowano 3 nowe trybuny oraz wymieniono oświetlenie. Rekonstruowany stadion może pomieścić 5 826 widzów. Domowa arena klubu PFK Sewastopol.